# Laskariden
Als Laskariden wird die Dynastie der byzantinischen Kaiser in Nikaia zwischen 1204 und 1258 aus der Familie Laskaris (griechisch Λάσκαρις, später Λάσκαρης) bezeichnet.
Mit der Eroberung Konstantinopels und der Errichtung des Lateinischen Kaiserreiches durch die Kreuzfahrer im Jahr 1204 aus ihrer Hauptstadt vertrieben, gelang es Theodor I. Laskaris, dem Schwiegersohn des früheren Kaisers Alexios III., seine Herrschaft in Nikaia zu errichten. Sein Nachfolger wurde sein Schwiegersohn Johannes III. Dukas Batatzes, dessen Sohn Theodor II. wieder den Namen Laskaris annahm. Theodors unmündiger Sohn Johannes IV. Laskaris wurde nach drei Jahren von seinem Regenten Michael VIII. aus der Familie Palaiologos abgesetzt und starb geblendet in Gefangenschaft. Seine Schwestern wurden mit italienischen und bulgarischen Ausländern verheiratet, um ihre Nachfahren nicht zu Konkurrenten der Kinder Michaels VIII. (aus der neuen Dynastie der Palaiologen) werden zu lassen.

## Dynastie der Laskariden in Nikaia
- Theodor I. Laskaris (1204–1222)
- Johannes III. Dukas Batatzes (1222–1254)
- Theodor II. Laskaris (1254–1258)
- Johannes IV. Laskaris (1258–1261)

## Familienbeziehungen
1. NN

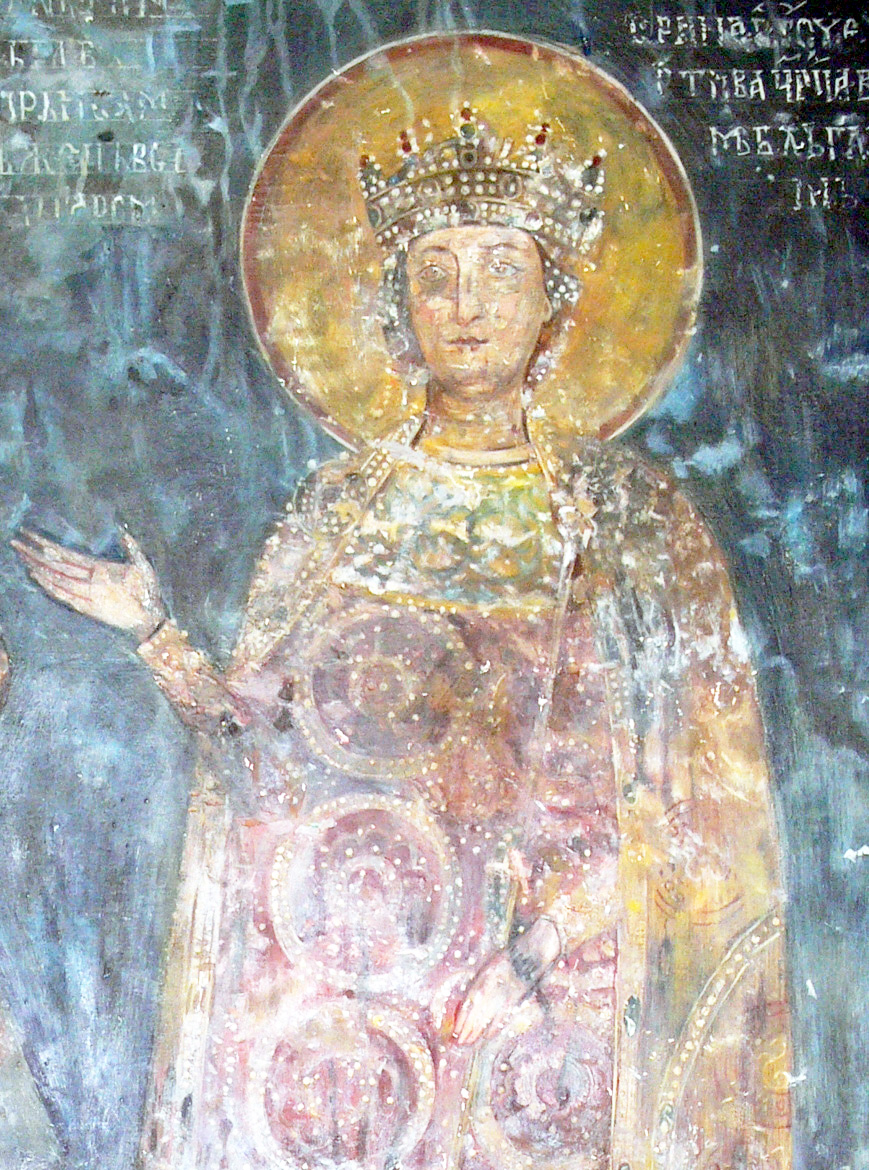
Irene Doukaina Laskarina

  1. Theodor I. Laskaris, Kaiser 1204–1222, ⚭ 1) Anna, Tochter des Kaisers Alexios III., ⚭ 2) Philippa, ⚭ 3) Marie de Courtenay
    1. Irene Laskarina ⚭ 2) Johannes III. Dukas Batatzes, Kaiser 1222–1254
      1. Theodor II. Laskaris, Kaiser 1254–1258 ⚭ Elena Assenina von Bulgarien, Tochter des bulgarischen Zaren Iwan Assen II.[1]
        1. Irene Doukaina Laskarina ⚭ Konstantin († 1277) König der Bulgaren
        2. Maria ⚭ Nikephoros Angelos von Epirus († 1296)
        3. Theodora ⚭ Mathieu de Mons, Baron von Veligosti
        4. Eudoxia ⚭ Pietro I. Ventimiglia, Graf von Tenda
        5. (evtl. illegitime) Tochter N.N. ⚭ Svetoslav, Despot von Bulgarien
        6. Johannes IV. Laskaris, Kaiser 1258–1261

    2. Maria ⚭ Béla IV., König von Ungarn
    3. Eudokia ⚭ Anseau de Cayeux, Regent von Konstantinopel

  2. Georg Laskaris
  3. Alexios Laskaris
  4. Isaak Laskaris
  5. Michael Laskaris
  6. Manuel Laskaris

## Weitere Familienmitglieder
- Andreas Johannes Laskaris (1445–1534), byzantinischer Gelehrter, Übersetzer und Bibliothekar
- Konstantinos Laskaris, byzantinischer Gelehrter und Humanist
- Dimitrios Laskaris Leontaris, byzantinischer Staatsmann und Militärführer

## Laskariden in Italien
Eudoxia, die vierte Tochter Theodors II., heiratete 1269 Pietro I. von Ventimiglia, Graf von Tenda. Ihre Kinder nahmen den Namen Lascaris di Ventimiglia an und begründeten die ältere Linie dieser ligurischen Familie. Sie blieben bis 1501 Grafen von Tenda, das dann an eine Nebenlinie des Hauses Savoyen fiel. Die Berühmteste dieses Geschlechts war Beatrice († 1418), Tochter des Wilhelm Lascaris di Ventimiglia, Graf von Tenda; sie heiratete 1412 den Herzog von Mailand, Filippo Maria Visconti. Ihr tragisches Schicksal wurde 1833 in der Oper Beatrice di Tenda von Vincenzo Bellini verarbeitet.